# ونزوئلا ۹۳۵۷
سیارک ۹۳۵۷ (به انگلیسی: 9357 Venezuela، نامگذاری:1992AT3) نه هزار و سیصد و پنجاه و هفتمین سیارک کشف شده‌است که در ۱۱ ژانویه ۱۹۹۲ کشف شد.
قدر مطلق سیارک برابر ۱۳٫۴۰ است.